# Linos fils d'Uranie
Pour les articles homonymes, voir Linos.

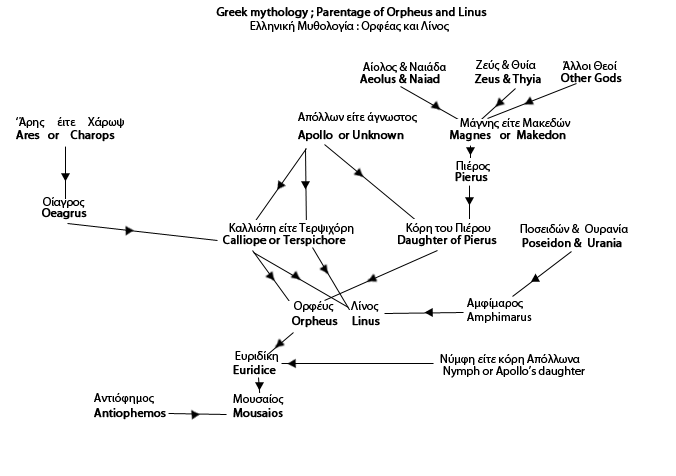
Arbre généalogique de Linos (et d'Orphée).

Linos ou Œtolinos est le fils de Calliope, une des neuf Muses, et d'Apollon, ou d'Amphimaros, fils de Poséidon et d'Uranie.
Il représente l'un des premiers poètes comme Orphée, auquel il est souvent apparenté, et qui fut son élève. Il reçut en cadeau une lyre d'Apollon et la perfectionna en remplaçant les cordes : il fut le premier à utiliser des fibres végétales au lieu de boyaux d'animaux, améliorant ainsi le son.
Linos a été tué soit par Apollon, qui aurait pris cette modification comme une insulte à son cadeau, soit, selon une autre légende, par Cadmos qui voulait, comme lui, enseigner l'utilisation de l'écriture aux Grecs mais être le seul à s'en glorifier.
Son nom est rattaché étymologiquement au mot αι-λινος (ailinos), qui signifie lamentation, plainte rituelle dans un chant funèbre, Pamphos l'assossiant d'ailleurs à Ialémos, le dieu de ce type de chant. À Thèbes il était honoré comme leur premier aède.